# John Corry
Pour les articles homonymes, voir Corry.
Le colonel John Corry (8 janvier 1667 - 11 novembre 1726) est un homme politique irlandais.

## Biographie
Il est le fils du colonel James Corry (officier) (en) et de sa première épouse Sarah Anketill, fille du capitaine Oliver Anketill. Il fait ses études au Kilkenny College et au Trinity College de Dublin. Corry est devenu haut shérif de Fermanagh en 1711. La même année, il est élu lors d'une élection partielle pour Enniskillen et siège à la Chambre des communes irlandaise jusqu'en 1713. En 1719, Corry est réélu pour Fermanagh, la circonscription que son père avait représenté auparavant, et occupe ce poste jusqu'à sa mort en 1726.
Le 7 février 1702, il épouse Sarah Leslie, fille de William Leslie. Ils ont quatre filles et quatre fils. Son seul fils survivant, Leslie, est député de Killybegs.